# Житлинский сельсовет
Житлинский сельсовет (белор. Жытлінскі сельсавет) — административная единица на территории Ивацевичского района Брестской области Беларуси. Административный центр — агрогородок Ходаки.

## Состав
Житлинский сельсовет включает 10 населённых пунктов:
- Власовцы — деревня
- Воля — агрогородок
- Вулька-Обровская — агрогородок
- Житлин — деревня
- Зыбайлы — деревня
- Козики — деревня
- Корочин — деревня
- Серадово — деревня
- Ходаки — агрогородок
- Яблонка — деревня

## Промышленность и сельское хозяйство
На территории сельсовета расположены:
- Производственный участок «Ходаки» КУСП «Победа»
- производственный участок «Воля» ОАО «Ивацевичиагротехсервис»
- учебное хозяйство УО «Ивацевичский ГПЛСП»
- Житлинское лесничество ГЛХУ «Ивацевичский лесхоз»

## Социальная сфера
- ГУО «Ходаковская средняя школа», ГУО «Воленская средняя школа»
- Детские сады: агрогородок Воля, агрогородок Ходаки
- Фельдшерско-акушерские пункты: агрогородок Ходаки, деревня Яблонка

## Культура
На территории сельсовета расположены:
- Воленский сельский Дом культуры
- Ходаковский сельский Дом культуры
- Вулька-Обровский сельский Дом культуры
- Библиотеки: аг. Воля, аг. Ходаки, аг. Вулька-Обровская

В 3 км к югу от д. Корочин в урочище Хованщина находится Мемориальный комплекс партизанской славы «Хованщина» — филиал государственного учреждения культуры «Ивацевичский историко-краеведческий музей».